# 레슬리 만도키
레슬리 만도키(영어: Leslie Mándoki, 1953년 1월 7일 ~  )는 헝가리 태생의 독일의 가수이다.